# Comba di Vertosan
La Comba di Vertosan (Combe de Vertosan in francese, Comba de Vertozan in patois valdostano) è un vallone valdostano a 1870 m s.l.m. circa nel comune di Avise.
Vi si tenne la prima Bataille de reines resa celebre dalla poesia in patois di Jean-Baptiste Cerlogne.

## Toponimo
Il nome deriva dal patois Comba di Vert Tzan e significa letteralmente valle del prato verde.

## Geografia
La comba di Vertosan è una delle prime che si incontrano sulla sinistra orografica della Dora Baltea.
Confina a nord e est con la valle del Gran San Bernardo, a sud con la valle centrale della Dora Baltea e a ovest con il vallon de Planaval.
È solcata dal torrente Vertosan, che sorge dalla Tête de Serena (2.830 m).

## Monti principali
- Mont Rouge (2.943 m)
- Tête de Serena (2.830 m)
- Punta Fetita (2.623 m)
- Punta Aouilletta (2.616 m)
- Court de Bard (2.261 m)

## Centri abitati
L'unico centro abitato è Jovençan de Vertosan, situato a circa 1.800 metri d'altezza, frazione di Avise.